# Karol Tibenský
Ing. Karol Tibenský (14. dubna 1930 – 9. února 1992) byl slovenský fotbalový brankář.

## Fotbalová kariéra
V československé lize hrál za Tatran Prešov a Slovan Bratislava. Se Slovanem získal v roce 1955 mistrovský titul.

## Ligová bilance
| Ročník                                    | Zápasy | Góly | Klub              |
| ----------------------------------------- | ------ | ---- | ----------------- |
| Mistrovství československé republiky 1952 | 17     | 0    | Tatran Prešov     |
| Přebor československé republiky 1953      | 13     | 0    | Tatran Prešov     |
| Přebor československé republiky 1954      | 13     | 0    | Tatran Prešov     |
| Přebor československé republiky 1955      | 1      | 0    | Slovan Bratislava |
| 1. československá fotbalová liga 1958/59  | 2      | 0    | Slovan Bratislava |
| CELKEM                                    | 46     | 0    |                   |